# Route nationale 3 (Rwanda)
Pour les articles homonymes, voir Route nationale 3.
La route nationale 3 (NR3) est une route du Rwanda allant de Kigali jusqu'à  la frontière entre le Burundi et le Rwanda près de Gatuna .
À Kigali, elle croise la NR1, NR4 et la NR5.
Kigali est la seule ville sur la route, ailleurs il y a principalement des bâtiments dispersés le long de la route.
La RN3 est entièrement goudronnée et traverse une région de plateaux interrompus par des vallées d'environ 200 mètres de profondeur, souvent traversées par la RN3.
Du côté ougandais, une route relie Kabale.